# St. Cloud (Missouri)
St. Cloud è un villaggio degli Stati Uniti d'America, situato nello Stato del Missouri, nella contea di Crawford.